# Ли (Масачусетс)
Ли (енгл. Lee) насељено је место без административног статуса у америчкој савезној држави Масачусетс.

## Демографија
По попису из 2010. године број становника је 2.051, што је 30 (1,5%) становника више него 2000. године.
| Група             | 2000.         | 2010.         |
| Белци             | 1.865 (92,3%) | 1.818 (88,6%) |
| Афроамериканци    | 28 (1,4%)     | 20 (1,0%)     |
| Азијати           | 18 (0,9%)     | 41 (2,0%)     |
| Хиспаноамериканци | 91 (4,5%)     | 147 (7,2%)    |
| Укупно            | 2.021         | 2.051         |